# Sainte-Colombe-de-Villeneuve
Sainte-Colombe-de-Villeneuve is een gemeente in het Franse departement Lot-et-Garonne (regio Nouvelle-Aquitaine) en telt 364 inwoners (1999). De plaats maakt deel uit van het arrondissement Villeneuve-sur-Lot.

## Geografie
De oppervlakte van Sainte-Colombe-de-Villeneuve bedraagt 19,4 km², de bevolkingsdichtheid is 18,8 inwoners per km².
De onderstaande kaart toont de ligging van Sainte-Colombe-de-Villeneuve met de belangrijkste infrastructuur en aangrenzende gemeenten.

## Demografie
Onderstaande figuur toont het verloop van het inwonertal (bron: INSEE-tellingen).